# 圣奥莱尔
圣奥莱尔（法語：Saint-Aulaire，法語發音：[sɛ̃.t‿olɛʁ]）是法国科雷兹省的一个市镇，位于该省西部偏南，属于布里夫拉盖亚尔德区。

## 地理
圣奥莱尔（45°14'16"N, 1°23'7"E）面积10.79 平方千米，位于法国新阿基坦大区科雷兹省，该省份为法国中南部省份，北起上维埃纳省和克勒兹省，西接多爾多涅省，南至洛特省，东临多姆山省和康塔爾省。
与圣奥莱尔接壤的市镇（或旧市镇、城区）包括：阿拉萨克、奥布雅、佩尔珀扎克勒布朗、圣西普里安、罗塞河畔瓦尔、伊桑东。
圣奥莱尔的时区为UTC+01:00、UTC+02:00（夏令时）。

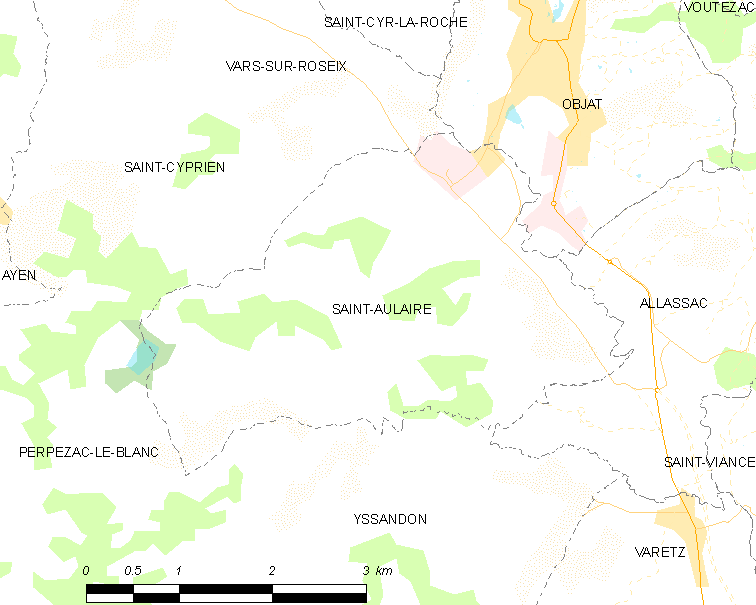
圣奥莱尔的OSM定位图

## 行政
圣奥莱尔的邮政编码为19130，INSEE市镇编码为19182。

## 政治
圣奥莱尔所属的省级选区为利桑多奈县。

## 人口

1962-2008年间圣奥莱尔人口变化图示

圣奥莱尔于2022年1月1日时的人口数量为769人。